# Trasformazione batterica
La trasformazione batterica (o semplicemente, trasformazione) è un fenomeno parasessuale tramite il quale i batteri possono scambiarsi materiale genetico.
Gli organismi procariotici possono acquisire materiale genetico mediante i processi di coniugazione, trasduzione e, appunto, trasformazione. Nella trasformazione, molecole di DNA provenienti da cellule lisate vengono acquisite dai batteri direttamente dall'ambiente extracellulare. 

## Storia
Il principio della trasformazione venne scoperto nel 1928 dal biologo inglese Frederick Griffith, mentre stava lavorando alla messa a punto di un vaccino contro le frequenti epidemie di polmonite esplose in Gran Bretagna al termine della prima guerra mondiale. Griffith utilizzò due sierotipi del batterio Streptococcus pneumoniae:
- Il ceppo non virulento R (in inglese rough, rugoso) che produce colonie dall'aspetto "rugoso" a causa dell'assenza della capsula batterica.
- Il ceppo virulento S (in inglese smooth, liscio) che produce colonie lisce e lucenti grazie alla presenza di una capsula batterica polisaccaridica che avvolge ogni cellula.

Griffith notò che iniettando i ceppi R nei topi questi non contraevano malattia, mentre iniettando i ceppi S i topi si ammalavano di polmonite. I batteri S inattivati dal calore invece non erano in grado di indurre patologia a meno che non fossero iniettati insieme a batteri R vivi. Griffith isolò i batteri dal sangue dell'animale infettato con entrambi i sierotipi e scoprì che i microorganismi R avevano acquisito la capsula ed erano in grado di mantenerla lungo le generazioni. Griffith ipotizzò dunque la presenza di qualche principio trasformante in grado di trasferirsi dalla linea S inattivata a quella R. Solo alcuni anni più tardi fu chiaro che quel principio era il DNA.

## Meccanismo
Solo alcune specie batteriche possono acquisire DNA estraneo dall'ambiente, che deve essere a doppia elica, e vengono dette "naturalmente competenti". Le altre specie  divengono competenti solo in particolari condizioni fisiologiche, che in laboratorio coincidono con la fase di crescita esponenziale. Molte specie batteriche non naturalmente competenti possono essere trasformate artificialmente in laboratorio. Per fare ciò, bisogna permettere alle molecole di DNA di attraversare la membrana rendendola temporaneamente permeabile. Ciò si può fare mediante metodi chimici (CaCl2) o fisici (elettroporazione); con quest'ultima si hanno frequenze di trasformazione circa 1000 volte superiori rispetto ai metodi chimici. Per quanto riguarda i metodi chimici non sono ben noti i meccanismi alla base del funzionamento di CaCl2, ma si pensa che il sale ionizzandosi in soluzione a Ca2+ crei un gradiente esterno alla parete dei batteri e leghi i gruppi fosfato del DNA carichi negativamente (il DNA è un polianione). Il DNA ormai neutralizzato e legato agli ioni calcio precipita in soluzione e viene incorporato dalla cellula batterica.
Quando la specie batterica in coltura (per esempio di streptococcus) diventa competente, libera delle proteine dette fattori di competenza, le quali si legano a specifici recettori della cellula produttrice o adiacente e innescano una serie di pathway a livello intracellulare, a partire dai quali si ha la derepressione (attivazione) di alcuni geni che producono delle proteine. Tra queste proteine vi è un'autolisina che digerisce una porzione della parete cellulare batterica e qui si legano una  DNA-binding protein in grado di legare il DNA e una nucleasi che digerisce uno dei due filamenti di DNA. Il filamento esogeno si combina col cromosoma batterico e, in seguito alla formazione di ponti a idrogeno con le basi omologhe, si origina una struttura ibrida o eteroduplex. Nei Gram-negativi il procedimento è molto simile a quello già descritto, tuttavia non si ha la produzione di fattori di competenza in quanto essi sembrano essere sostituiti da particolari condizioni del mezzo di coltura.
La trasformazione è usata in laboratorio per la mappatura genica dei batteri o per successivi esperimenti di espressione eterologa.